# ウェルチ化学賞
ウェルチ化学賞（Welch Award in Chemistry）は、アメリカ合衆国の化学の賞。1954年ヒューストンにおいて設立されたロバート・A・ウェルチ財団（Robert A. Welch Foundation）が主催し、1972年以来授与されている。 実業家である財団の創設者の名を冠している。

## 受賞者
- 1972年 - Karl August Folkers
- 1974年 - アルバート・エッシェンモーザー
- 1976年 - Neil Bartlett
- 1978年 - Edgar Bright Wilson
- 1980年 - Sune Bergström
- 1981年 - Paul Doughty Bartlett
- 1982年 - Frank Westheimer
- 1980年 - スネ・ベリストローム
- 1981年 - Paul Doughty Bartlett
- 1982年 - Frank Westheimer
- 1983年 - ヘンリー・タウベ
- 1984年 - ケネス・ピッツァー
- 1985年 - Duilio Arigoni
- 1986年 - George C. Pimentel
- 1987年 - Harry George Drickamer
- 1988年 - Richard Barry Bernstein
- 1989年 - Norman Davidson
- 1990年 - ジョン・D・ロバーツ, ウィリアム・デーリング
- 1991年 - Earl R. Stadtman、エドヴィン・クレープス
- 1992年 - リチャード・スモーリー
- 1993年 - ギルバート・ストーク
- 1994年 - Jack Halpern, フランク・アルバート・コットン
- 1995年 - Jeremy R. Knowles, Robert H. Abeles
- 1996年 - 中西香爾
- 1997年 - アハメッド・ズウェイル
- 1998年 - ピエール・シャンボン
- 1999年 - リチャード・ゼア
- 2000年 - A. Ian Scott, Alan Battersby
- 2001年 - ロジャー・コーンバーグ
- 2002年 - Harden M. McConnell
- 2003年 - Ronald Breslow
- 2004年 - アラン・バード
- 2005年 - ジョージ・M・ホワイトサイズ
- 2006年 - Daniel E. Koshland
- 2007年 - William H. Miller, Noel S. Hush
- 2008年 - アレクサンダー・リッチ
- 2009年 - ハリー・グレイ
- 2010年 - ジョアン・スタビー, Christopher T. Walsh
- 2011年 - John S. Waugh
- 2012年 - デヴィッド・エヴァンス
- 2013年 - ルイ・ブラス
- 2014年 - ロバート・バーグマン
- 2015年 - Stephen C. Harrison
- 2016年 - Richard H. Holm, スティーブン・リパード
- 2017年 - ジョン・グッドイナフ
- 2018年 - エイドリアン・バックス
- 2019年 - ポール・アリヴィサトス, チャールズ・リーバー
- 2020年 - Steven L. McKnight
- 2021年 - 翁啓恵
- 2022年 - キャロライン・ベルトッツィ
- 2023年 - ジャクリン・バートン
- 2024年 - エリック・ジェイコブセン
- 2025年 - スチュアート・シュライバー, ピーター・シュルツ